# Chapelle du Schaefertal
La chapelle du Schaefertal est un monument historique situé à Soultzmatt, dans le département français du Haut-Rhin, elle se situe sur un chemin alsacien de Saint Jacques de Compostelle Une source d'eau remarquable est située en face de la porte d'entrée du monument.

## Localisation
Ce bâtiment est situé au lieu-dit Schaefertal à Soultzmatt.

## Historique
L'édifice fait l'objet d'une inscription au titre des monuments historiques depuis 1987.

## Architecture

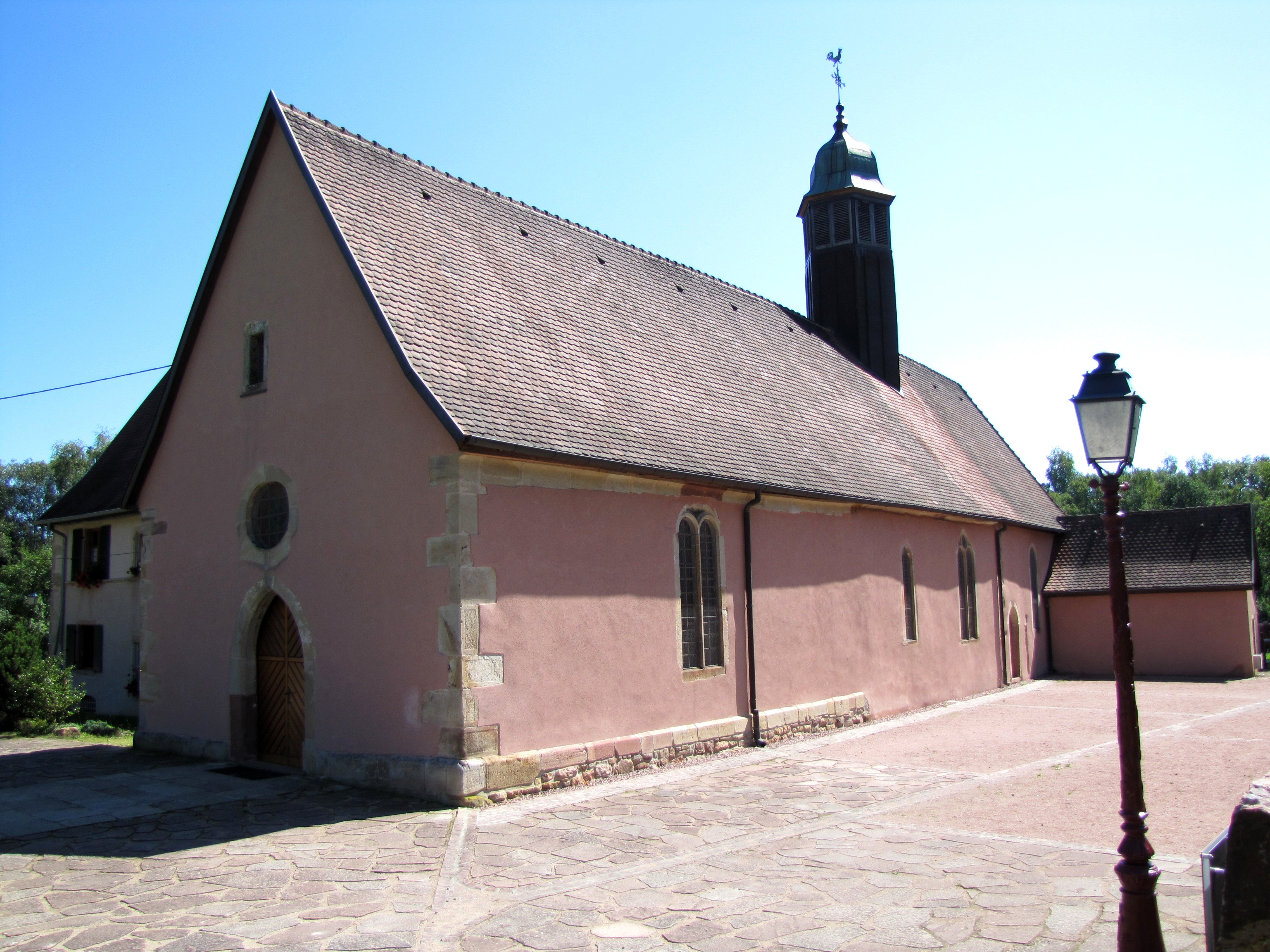
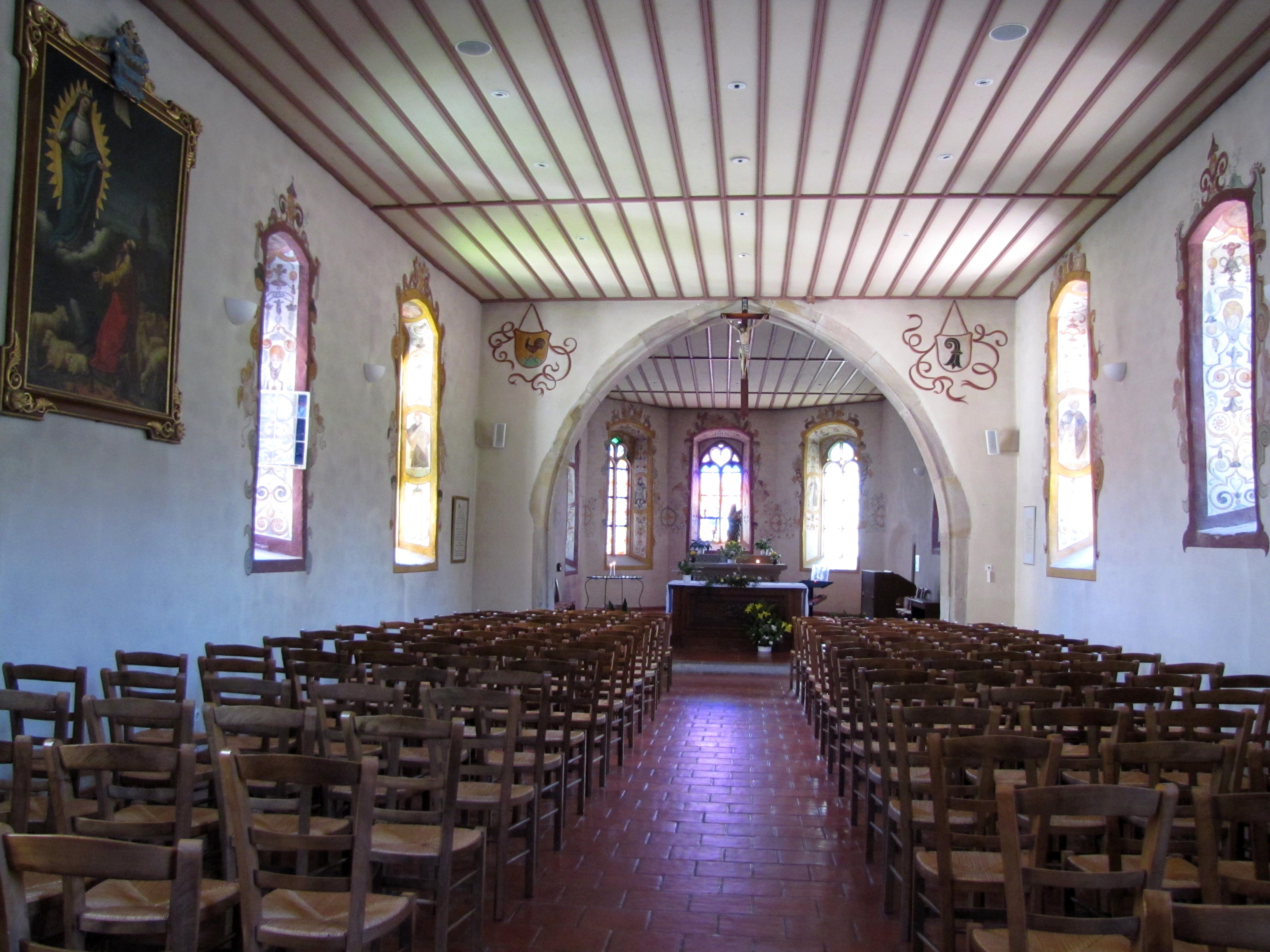
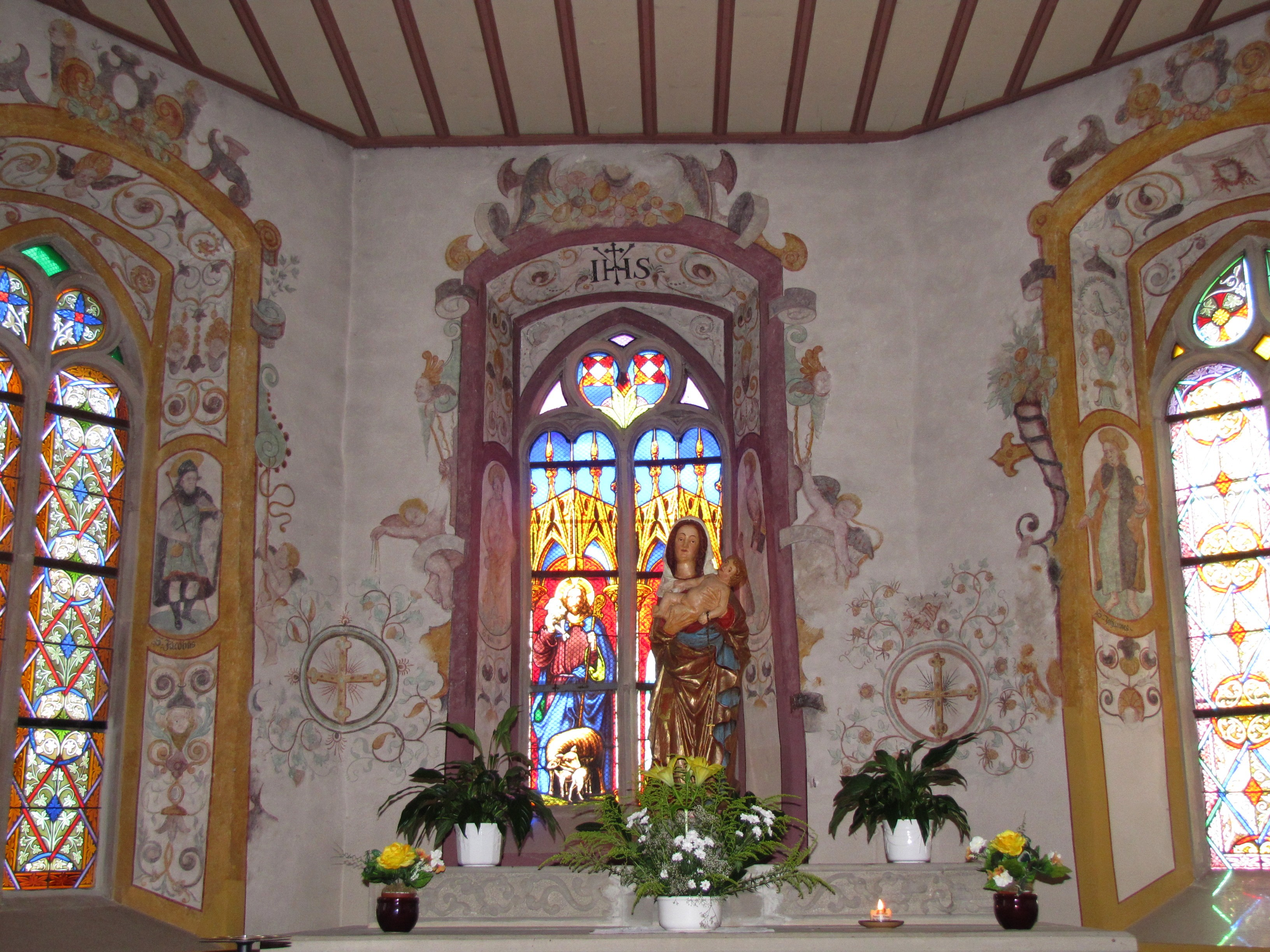